# スタンリー・クラーク
スタンリー・クラーク（Stanley Clarke、1951年6月30日 - ）は、アメリカ合衆国のペンシルベニア州フィラデルフィア出身ベーシスト、作曲家、音楽家である。
ローリング・ストーン誌が選んだ「史上最高のベーシスト50選」で第13位に選ばれている。

## 略歴
1972年に、チック・コリアらとリターン・トゥ・フォーエヴァーを結成、1970年代フュージョン・バンドの代表的存在の一つとして活躍。1972年に『チルドレン・オブ・フォーエヴァー』でアルバム・デビュー。1973年よりアレンビック社製のエレクトリックベースをメインの楽器として使うようになる。1974年にネンペラー・レコードより『スタンリー・クラーク』をリリース。ドラムスにトニー・ウィリアムス、ギターにビル・コナーズ、そしてキーボードにヤン・ハマーという簡素ながら、強力なメンバーによって作成されている。1975年には『ジャーニー・トゥ・ラヴ』（旧邦題『慈愛への旅路』）をリリース。ギタリストのジェフ・ベックが「Hello Jeff」「Journey to Love」に参加。また、後年コンビを組むこととなるキーボーディストのジョージ・デュークも参加している。
1979年、ローリング・ストーンズのキース・リチャーズとロン・ウッドが結成したサイド・プロジェクト、ニュー・バーバリアンズのメンバーとなり、ローリング・ストーンズがトロントで行ったチャリティ・コンサートでオープニング・アクトを務めた後、ニュー・バーバリアンズとしてのアメリカ・ツアーも行った。
ジョージ・デュークとのユニット「クラーク・デューク・プロジェクト」で、3枚のアルバム（1981年、1983年、1990年）を発表している。
1987年、ロック・ドラマーのスチュワート・コープランド、シンガーソングライターのデボラ・ホーランドとトリオを結成。3人は1989年にアニマル・ロジック（Animal Logic）と名乗って、同名のファースト・アルバムを発表し、世界ツアーにも出た。1991年にセカンド・アルバムを発表。2022年、再結成して31年ぶりの新曲を発表した。
1994年よりアル・ディ・メオラ、ジャン＝リュック・ポンティと共に結成したアコースティック・トリオでライブ活動を行い、1995年にはこのトリオによるアルバム『スーパー・ストリングス』を発表した。
2006年に、ロサンゼルス公演のライブ・アルバムがリリースされている。
2007年にはヘッズ・アップに移り、『ザ・トイズ・オブ・メン』を発表、翌2008年にはマーカス・ミラー、ヴィクター・ウッテンと組み、3人のベーシストのユニット"S.M.V."による企画アルバム『サンダー』を発表。
2009年には上原ひろみ、レニー・ホワイトと組んでスタンリー・クラーク・トリオとして『ジャズ・イン・ザ・ガーデン』を発表。2010年にはルスラン・シロタ、ロナルド・ブルナーJr、上原ひろみ（ゲスト）と組んでスタンリー・クラーク・バンドとして活動し、アルバム『スタンリー・クラーク・バンド フィーチャリング 上原ひろみ』をリリースして、同作は第53回グラミー賞で最優秀コンテンポラリー・ジャズ・アルバム賞を受賞した。

## 音楽性
- ジャズやファンク、フュージョンなどの音楽を得意とする。ウッド・ベースとエレクトリックベースと両方を同時に演奏することも出来る。1970年代後半はジェフ・ベックとの共演で、ロック・ファンにも人気があった。1978年には「ジェフ・ベック・ウィズ・スタンリー・クラーク」として来日し、日本武道館などで公演を行った。
- エレクトリックベースの演奏スタイルが非常に独特。中でも代表的なのが、コード・ストロークとスラップ奏法を使った大胆なプレイである。この2つの奏法は、後にプライマスのレス・クレイプールも影響を受けている。
- 4度高くチューニングしたテナーベースや1オクターブ高くチューニングしたピッコロベースもよく使用しており、ギターに近い奏法を得意とする。
- アレンビック社（英語版）のベースを使用していることで有名。
- ウッドベースを演奏する際には、手を激しくネックやボディに叩きつけてパーカッシブな音を出すのが大きな特徴といえる。また、弓を用いることもある。

## ディスコグラフィ

### リーダー・アルバム
- 『チルドレン・オブ・フォーエヴァー』 - Children of Forever (1972年、One Way/Polydor)
- 『スタンリー・クラーク』 - Stanley Clarke (1974年、Nemperor/Epic)
- 『ジャーニー・トゥ・ラヴ』 - Journey to Love (1975年、Nemperor/Epic)
- 『スクール・デイズ』 - School Days (1976年、Nemperor/Epic)
- 『モダン・マン』 - Modern Man (1978年、Nemperor/Epic)
- 『プレイ・フォー・ユー』 - I Wanna Play for You (1979年、Nemperor/Epic)
- 『ロックス、ペブルス&サンド』 - Rocks, Pebbles and Sand (1980年、Epic)
- 『ストレート・ドライヴ 』 - Let Me Know You (1982年、Columbia)
- 『タイム・エクスポージャー』 - Time Exposure (1984年、Epic)
- 『ファインド・アウト』 - Find Out! (1985年、Epic)
- 『ハイダウェイ』 - Hideaway (1986年、Epic)
- 『イフ・ディス・ベース・クッド・オンリー・トーク』 - If This Bass Could Only Talk (1988年、Portrait)
- 『パッセンジャー 57』 - Passenger 57 (1992年、Epic)
- 『イースト・リヴァー・ドライヴ』 - East River Drive (1993年、Epic)
- 『スタンリー・クラーク&フレンズ・ライヴ・アット・ザ・グリーク』 - Live at the Greek (1994年、Epic)
- 『アット・ザ・ムーヴィーズ』 - At the Movies (1995年、Epic Soundtrax)
- 『ベーシック・コレクション』 - The Bass-ic Collection (1997年、Epic)
- 『1, 2, トゥ・ザ・ベース』 - 1,2,To The Bass (2003年、Epic)
- 『ザ・トイズ・オブ・メン』 - The Toys of Men (2007年、Heads Up)
- 『ジャズ・イン・ザ・ガーデン』 - Jazz in the Garden (2009年、Heads Up) ※with 上原ひろみ
- 『スタンリー・クラーク・バンド フィーチャリング 上原ひろみ』 - The Stanley Clarke Band (2010年、Heads Up)
- 『アップ』 - Up (2014年、Mack Avenue)
- 『ザ・メッセージ』 - The Message (2018年、Mack Avenue)

### リターン・トゥ・フォーエヴァー
- 『リターン・トゥ・フォーエヴァー』 - Return to Forever (1972年、ECM) ※チック・コリア名義
- 『ライト・アズ・ア・フェザー』 - Light as a Feather (1972年、Polydor)
- 『第7銀河の讃歌』 - Hymn of the Seventh Galaxy (1973年、Polydor)
- 『銀河の輝映』 - Where Have I Known You Before (1974年、Polydor)
- 『ノー・ミステリー』 - No Mystery (1975年、Polydor)
- 『浪漫の騎士』 - Romantic Warrior (1976年、Columbia)
- 『ミュージックマジック』 - Musicmagic (1977年、Columbia)
- 『リターンズ〜リユニオン・ライヴ』 - Returns (2008年、Eagle)
- 『フォーエヴァー』 - Forever (2011年、Concord) ※コリア、クラーク&ホワイト名義。ライブ。第54回グラミー賞（最優秀ジャズ・インストゥルメンタル・アルバム）
- 『ザ・マザーシップ・リターンズ』 - The Mothership Returns (2012年、Eagle) ※ライブ

### アニマル・ロジック
- 『アニマル・ロジック』 - Animal Logic (1989年、I.R.S.)
- Animal Logic II (1991年、I.R.S,)

### クラーク・デューク・プロジェクト
- 『クラーク／デューク・プロジェクト』 - The Clarke/Duke Project (1981年、Epic)
- 『クラーク／デューク・プロジェクト 2』- The Clarke/Duke Project II (1983年、Epic)
- 『3』 - 3 (1990年、Epic)
- Live in Montreux 1988 (1993年、Jazz Door)

### フューズ・ワン
- 『フューズ・ワン』 - Fuse One (1980年、CTI)
- 『シルク』 - Silk (1981年、CTI)

### マンハッタン・プロジェクト
- 『ザ・マンハッタン・プロジェクト』 - The Manhattan Project (1990年、Blue Note) ※with ウェイン・ショーター、ミシェル・ペトルチアーニ、レニー・ホワイト、ギル・ゴールドスタイン

### ニュー・バーバリアンズ
- 『ライヴ・イン・メリーランド79』 - Buried Alive: Live in Maryland (2006年、Wooden)

### クラーク、ディ・メオラ、ポンティ
- 『スーパー・ストリングス』 - Rite of Strings (1995年、Gai Saber) ※with アル・ディ・メオラ、ジャン＝リュック・ポンティ

### クラーク、ラグレーン、ポンティ
- 『D-ストリングス』 - D-Stringz (2015年、Impulse!) ※with ビレリ・ラグレーン、ジャン＝リュック・ポンティ

### S.M.V.
- 『サンダー』 - Thunder (2008年、Heads Up)

### Vertú（ヴァーツゥ）
- 『Vertú（ヴァーツゥ）』 - Vertú (1999年、Epic) ※with レニー・ホワイト

### 映画音楽
- ロンリーガール・ブルース Dangerous Pursuit (1990) テレビ映画
- BOOK of LOVE/あの日の恋 Book of Love (1990)
- メリー・クリスマスを君に The Kid Who Loved Christmas (1990) テレビ映画
- ファイブ・ハートビーツ The Five Heartbeats (1991)
- ボーイズ'ン・ザ・フッド Boyz n the Hood (1991)
- クール・アズ・アイス Cool as Ice (1991)
- パーフェクト・クライム Perfect Crimes (1991) テレビ映画
- ラブ・キルズ Love Kills (1991) テレビ映画
- 涙のダンクシュート/ハンク・ギャザース物語 Final Shot: The Hank Gathers Story (1992) テレビ映画
- パッセンジャー57 Passenger 57 (1992)
- 誰かが知っている Relentless: Mind of a Killer (1993) テレビ映画
- TINA ティナ What's Love Got to Do with It (1993)
- ポエティック・ジャスティス/愛するということ Poetic Justice (1993)
- ロイス Royce (1994) テレビ映画
- リトル・ビッグ・フィールド Little Big Field (1994)
- ハイヤー・ラーニング Higher Learning (1995)
- パンサー Panther (1995)
- THE SHOW The Show (1995)
- フォー・エバー・ライフ The Road to Galveston (1996) テレビ映画
- エディー 勝利の天使 Eddie (1996)
- バッドアウトロー The Cherokee Kid (1996) テレビ映画
- デンジャラス・グラウンド Dangerous Ground (1997)
- バップス B*A*P*S (1997)
- スプラング/お前にゾッコン Sprung (1997)
- デッドライン On the Line (1997) テレビ映画
- ファミリー・ハート 愛のかけら Funny Valentines (1999)
- ロッキー・マルシアーノ 伝説のチャンプ Rocky Marciano (1999) テレビ映画
- ベストマン The Best Man (1999)
- 南アフリカから来た友だち The Color of Friendship (2000) テレビ映画
- ロミオ・マスト・ダイ Romeo Must Die (2000)
- ジェシカおばさんの事件簿/ふたつの墓の謎 Murder, She Wrote: The Last Free Man (2001) テレビ映画
- アンダーカバー・ブラザー Undercover Brother (2002)
- デッドロック Undisputed (2002)
- トランスポーター The Transporter (2002)
- テレビ創成期/ネットワークの挑戦 The Big Time (2002) テレビ映画
- ジェシカおばさんの事件簿/ケルトの秘宝 Murder, She Wrote: The Celtic Riddle (2003) テレビ映画
- イントゥ・ザ・サン Into the Sun (2005)
- ロール・バウンス Roll Bounce (2005)
- ドリブルX Like Mike 2: Streetball (2006)
- 悪党（ワル）にもラブ・ソングを! First Sunday (2008)
- ソウルメン Soul Men (2008)
- 最高の贈りもの The Best Man Holiday (2013)
- バーバーショップ3 リニューアル! Barbershop: The Next Cut (2016)